# 존 미샤 페트케비치
존 미샤 페트케비치(1949년 3월 3일 ~)는 미국의 피겨 스케이팅 선수이다.
그는 1971년 전미국 선수권 대회와 북미 선수권 대회에서 우승했다.
그는 1968년 동계 올림픽에서 6위를 했고 1972년 동계 올림픽에서 5위를 했다.
그는 1972년 세계 선수권 대회에서 4위를 했다.
그는 1969년, 1970년과 1971년 세계 선수권 대회에서 5위를 했다.
그는 1972년 유니버시아드 대회에서 금메달을 획득했다.
페트케비치는 아서 버크와 귀스타브 루시의 지도를 받았다.
자신의 선수 경력에 따라, 페트케비치는 옥스포드 대학에 다녔다.

## 대회 성적
| Event            | 1965 | 1966 | 1967 | 1968 | 1969 | 1970 | 1971 | 1972 |
| ---------------- | ---- | ---- | ---- | ---- | ---- | ---- | ---- | ---- |
| 동계 올림픽      |      |      |      | 6th  |      |      |      | 5th  |
| 세계 선수권 대회 |      |      |      |      | 5th  | 5th  | 5th  | 4th  |